# Cleisostoma tenuirachis
Cleisostoma tenuirachis là một loài thực vật có hoa trong họ Lan. Loài này được (J.J.Sm.) Garay mô tả khoa học đầu tiên vào năm 1972. Chúng phân bố ở Borneo.